# Никольское (село, Никольский район)
Нико́льское — село в Никольском районе Вологодской области России. Входит в состав Кемского сельского поселения, с точки зрения административно-территориального деления — центр Нижнекемского сельсовета.

## География
Стоит у рек Васильевка, Берёзовка.

### Географическое положение
Расстояние до районного центра Никольска по автодороге — 65 км, до центра муниципального образования посёлка Борок по прямой — 17 км. Ближайшие населённые пункты — Вороново, Ямская, Вострово.

## История
С 1 января 2006 года по 1 апреля 2013 года было центром Нижнекемского сельского поселения.

## Население
| 2010 |
| ---- |
| 188  |

Гендерный и национальный состав 
По переписи 2002 года население — 228 человек (118 мужчин, 110 женщин). Всё население — русские.

## Инфраструктура
Личное подсобное хозяйство.

## Транспорт
Просёлочные и лесные дороги.